# ضفدع نمري متشاوف
ضفدع نمري متشاوف (الاسم العلمي: Rana spectabilis) (بالإنجليزية: showy leopard frog)‏ هو نوع من البرمائيات يتبع جنس الضفدع الحقيقي من فصيلة الضفادع الحقيقية.